# 段天顺
段天顺（1932年3月—），男，北京人，中华人民共和国政治人物，曾任北京市水利局副局长、民政局局长，北京市人大常委会委员、副秘书长，中华诗词学会顾问。